# Renault Espace I
La Renault Espace de première génération est une automobile française de type monospace, conçue par Matra, qui en assure la fabrication à Romorantin, et vendue par Renault. Il est largement fait appel aux matériaux composites pour sa carrosserie. Arrivée sur le marché français six mois après les débuts du pionnier du genre aux États-Unis, le Chrysler Voyager, elle s'est vendue à plus d'un million d'exemplaires depuis son lancement.

## Historique
Le concept moderne du monospace est basé sur la Volkswagen Type 2 « minibus » et Variants (1950)[réf. nécessaire].
Le patron de Matra, Philippe Guédon, souhaitait réaliser depuis 1978 une voiture modulaire pour transporter confortablement une famille et ses bagages.

### L'ère PSA: 1979 - 1981
En 1979, Philippe Guédon PDG de Matra Automobile, est soucieux de trouver des successeurs aux Bagheera et surtout à la Rancho sur la chaîne de montage. Une idée l’intéresse en particulier, transposer le concept du « van » américain au marché européen. En effet, à la suite d’un voyage aux États-Unis, il a acquis la conviction que l’avenir de l’automobile passera par l’apparition de véhicules récréatifs familiaux et ludiques. Le succès de la Rancho le conforte dans son opinion. Matra passe peu à peu de son image de constructeur de véhicules sportifs à celle de constructeur de véhicules décalés.

#### Le dessin orange
Il laisse à Antoine Volanis (styliste de la Murena et des Matra des années 1970) le soin de lui faire une proposition. En un week-end, il crée ce qui sera connu sous le nom de "dessin orange". Les formes sont élégantes, dynamiques, personnelles ; loin de l’image utilitaire du van américain. C’est une automobile à trois portes avec une conduite avancée au-dessus des roues avant. On retrouve le pavillon rehaussé de la Rancho avec la galerie sur la partie basse.

#### Les prototypes Peugeot-Talbot: P16, P17, P18
En mars 1979, des plans définissent une conception plus traditionnelle. Le moteur transversal passe à l’avant et les rangées de sièges sont en position classique. La conduite avancée a été abandonnée pour des raisons de sécurité. La voiture fait 4 mètres de long. Le projet P16 est né. 
En juin 1979, une maquette pleine est réalisée, suivie d’une maquette creuse avec un aménagement intérieur complet. On y reconnaît les phares de Peugeot 604. Entre les deux maquettes, le dessin a évolué, le toit rehaussé est abandonné. La banquette arrière est issue de la 604. Le volant provient de la Matra Murena. La carrosserie repose sur une base de Talbot 1510/Talbot Solara. Des esquisses montrent même des variations sur différents thèmes : Week-end, Grand-raid… La Grand-raid reprend pas mal de détails de la Rancho : protections, pneus tous chemins, galerie de toit renforcée… 
Le projet P16 peut être présenté à l’état-major de PSA en novembre 1979. La réaction est positive malgré la surprise des dirigeants face à cette proposition originale. De nouvelles propositions sont demandées. 
Matra fera évoluer le concept dans deux directions :
- Le P17 : voiture beaucoup plus compacte que le P16. La longueur passe de 4,18 m à 3,84 m. L’empattement fait 2,52 m. Cette piste n’est pas retenue, le véhicule n'étant pas considéré comme assez habitable, c'est pratiquement la taille d'une Renault Modus de 2007.
- Le P18 : il fait 4,18 m de long sur un empattement de 2,60 m. Le porte-à-faux avant le fait paraître plus large que l'Espace. Le P18 arbore une moquette qui remonte sur la planche de bord.

En octobre 1981, la carrosserie est définitive, des évolutions sont imaginées : fourgon, pick-up… En cas d'insuccès de la berline, sa conversion en utilitaire serait possible.

#### Quitte ou double
Philippe Guédon joue son va-tout pour sauver son entreprise.
Le projet devient P23 en octobre 1982, il évolue beaucoup, d’une part parce qu'Antoine Volanis a quitté Matra, et d’autre part, parce que la base que Matra utilise est celle de la Renault 18, une traction avant à moteur longitudinal (les 1510/Solara et la BX ont un moteur transversal). L’empattement est réduit à 2,55 m, le porte-à-faux avant est rallongé. 
Le P23 emprunte son train avant à la Fuego (proche de la R 18). Il est présenté au PDG, au directeur technique et au directeur du produit de la régie par Philippe Guédon en décembre 1982. 
Bernard Hanon, PDG de Renault, est séduit. Lui aussi connaît les États-Unis et l’engouement qu’y connaissent les vans aménagés. Il aurait même déclaré : « C’est la voiture à laquelle on aboutira naturellement lorsque l’on aura dépassé toutes les vanités automobiles.»

#### Une idée révolutionnaire
Les formes du P23 sont assouplies chez Renault et les prototypes d’avril 1983 arborent les formes quasi-définitives. Un plancher plat est adopté, combiné avec des sièges démontables : en cas d'échec commercial, une version utilitaire pourra valoriser le véhicule. Auparavant, toutes les autres études avaient une banquette classique. Ainsi apparaît la caractéristique la plus révolutionnaire de cette automobile.

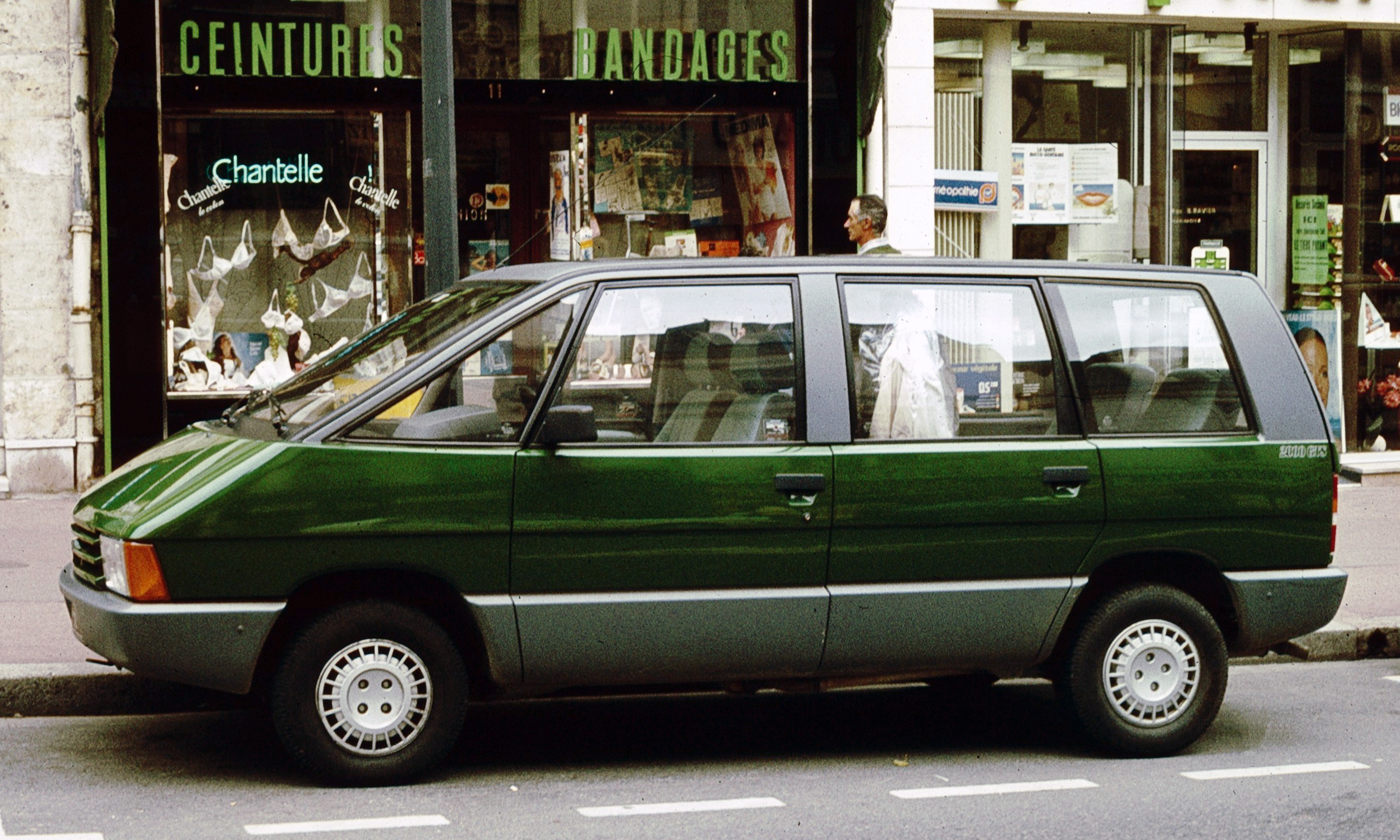
Espace I Phase I (1984-1988).

#### La Matra P23 devient Renault Espace
La mise au point doit s’accélérer pour un lancement au printemps 1984. 
En juin 1983, Renault et Matra signent un accord de coopération prévoyant « l’étude et la fabrication par Matra, à partir d’organes mécaniques Renault, de véhicules commercialisés par le réseau européen de Renault ». 
En janvier 1984, les modèles de présérie sortent des chaînes Matra à Romorantin. Les modèles de série sont fabriqués à partir de mars 1984.
La Matra P23 est codifiée chez Renault « J11 ».

### Le lancement de l’Espace

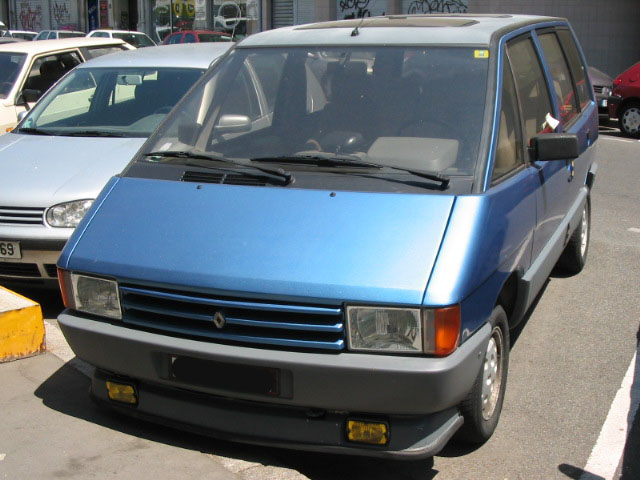
Espace I Phase I (1984-1988).

L'Espace est présenté à la presse en avril 1984 pour une commercialisation en juillet, soit après les Dodge Caravan et Plymouth Voyager commercialisées elles en 1983 et importées en Europe en 1988. La presse de l'époque[Qui ?] est enthousiaste : une voiture pouvant transporter jusqu'à 7 passagers à 180 km/h, dans un confort remarquable et dotée d’un Cx de 0,32. Sa modularité ingénieuse étonne, on peut retirer les 5 sièges arrière, ou n’en disposer que 3 et tourner les sièges avant pour créer un salon pour 4 personnes à l’arrêt. Elle mesure 18 cm de moins qu’une R18 mais est plus spacieuse. Son compteur affiche 200 km/h soit 185 réels. La position de conduite haute donne une nouvelle sensation de sécurité.
Elle inaugure le nouveau slogan de Renault : les voitures à vivre. Seulement 9 exemplaires seront vendus le premier mois de commercialisation, en juillet 1984,

#### La gamme
Deux finitions avec le « moteur Douvrin » de 1 995 cm3 110 ch à carburateur : 2000 GTS et 2000 TSE. La 2000 TSE ajoute un spoiler avec antibrouillards, des jantes en alliage léger 14 pouces (même modèle que Renault 25, mais R25 en 15 pouces), des rétroviseurs électriques, la condamnation par commande à distance, un drap (tissu sur GTS) et une moquette de plus belle qualité à la 2000 GTS.
Tissus intérieurs en fonction des couleurs extérieures :
- si granité brun, intérieur beige : tissu (GTS) et drap (TSE) ;
- si granité gris, intérieur gris : tissu (GTS) et drap (TSE).

#### Les appellations
- J112 : modèles à « moteur Douvrin » type J6R, 2.0 carburateur, finitions GTS, TSE, 2000-1.
- J115 : modèles à « moteur Douvrin » type J8S, 2.1 diesel, finitions Turbo-D, Turbo-DX, 2000-1.
- J117 : modèles à « moteur Douvrin » type J7T, 2.2 injection catalyseur, finitions GTX, TXE, 2000-1.
- Le J116 avec moteur 2.0 injection non catalysé ne fera son apparition qu'avec le phase 2 en 1988.

Dimensions :
- longueur : 4,25 m ;
- largeur : 1,777 m ;
- hauteur : 1,66 m ;
- empattement : 2,58 m ;
- poids : 1 195 kg

#### Aménagement intérieur
La banquette arrière est remplacée par trois sièges indépendants dotés de ceintures de sécurité ventrales à enrouleurs. Deux positions sont possibles sur cette rangée. Dans le coffre, il y a des emplacements pour deux sièges supplémentaires. Ces sièges sont inclinables, repliables et amovibles. En finition TSE, les sièges avant peuvent pivoter sur eux-mêmes, ils sont d’origine R9/R11. La planche de bord est symétrique avec des éléments de la console centrale empruntée à la R9. Tout comme les poignées de portes, manivelles, commodos et poignées de maintien. La boîte à gants est accessible par le dessus du tableau de bord.

#### Concurrents de l'époque
- Dodge Caravan : 2,2 litres, 86 ch et 2,6 litres, 100 ch.
- Plymouth Voyager : 2,2 litres, 86 ch et 2,6 litres, 100 ch.
- Nissan Vanette 1500 : 1,5 litre, 70 ch, 130 km/h, 7 places.
- Toyota Model F : 1,8 litre, 78 ch, 140 km/h, 8 places.
- Toyota Lite Ace : 1,3 litre, 57 ch, 120 km/h, 8 places.

L’origine utilitaire de certains des concurrents (fourgons à cabine avancée, moteur central avant, propulsion et essieu rigide) ne joue pas en leur faveur. Les modèles japonais sont dépassés en agrément et en performance par la création de Matra.
- La Nissan Prairie a été lancée en 1982, sa silhouette de break rehaussé est originale tout comme ses portes coulissantes et sa carrosserie sans pilier central. En France, elle n’est vendue qu’en version 5 places. Au Japon, elle existe avec une troisième banquette et une banquette avant remplaçant les deux sièges, soit 8 places.
- La Mitsubishi Chariot (Mitsubishi Space Wagon hors du Japon) présentée en 1983 n’est alors pas vendue en France.
- Chrysler Voyager, appellation européenne des Dodge Caravan et Plymouth Voyager.

### Évolution de l'Espace Phase I

#### Décembre 1984
Lancement des variantes turbodiesel. Turbo D et Turbo DX dotés d’un 2 068 cm3 de 88 ch. Ces versions ont une calandre proéminente et un pare-chocs avant rallongé. 

#### Juin 1985
Apparition d’une version haut de gamme (E3) baptisée 2000-1 pour les modèles essence et diesel. Les passages de roues arrière sont surmontés d’accoudoirs dissimulant des rangements. La sellerie est en velours rayé (sièges avant issus de la R11 Turbo et tissu type Fuego Turbo).
Cette appellation est un clin d'œil au film de Stanley Kubrick : 2001, l'Odyssée de l'espace.
D’autres améliorations seront apportées jusqu’à la refonte du P23 en 1988 (version Taxi G7, ambulances, véhicules de société…).

### Phase 2

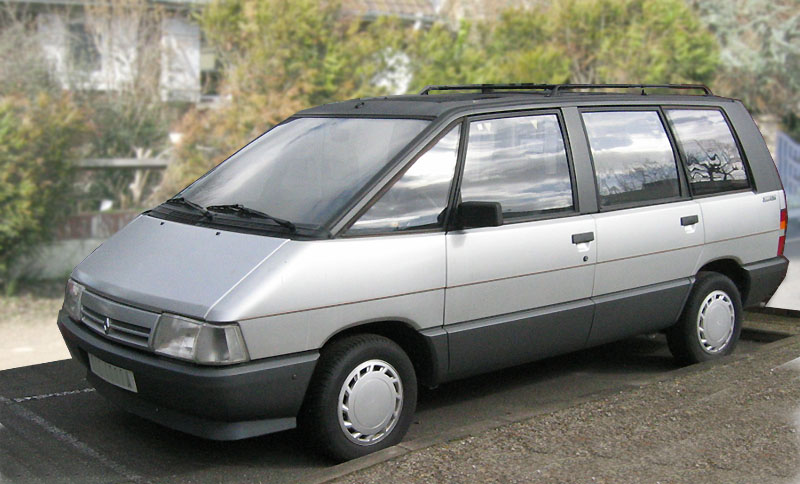
Espace I Phase II 1988-1991

En janvier 1988 est présentée l’Espace Phase 2. Les extrémités sont modifiées avec des optiques avant et arrière spécifiques plus arrondies (et davantage conformes au style Renault en vigueur). Le pare-chocs avant intègrent en série sur toute la gamme un spoiler moins bas qu’auparavant.
Le hayon est plus épais et arrondi, la poignée d’ouverture passe sous la plaque d’immatriculation. La calandre est plus proéminente. La longueur passe à 4,36 m, soit un allongement de 10 cm.
La gamme est modifiée. Elle s’articule autour de quatre motorisations :
- 1 995 cm3 à carburateur de 103 ch en 2000 GTS ;
- 1 995 cm3 à injection 112 ch en 2000 ;
- 1 995 cm3 injection 120 ch en TXE injection et 2000-1injection (Moteur Douvrin type J7R) ;
- 2 165 cm3 injection cat 110 ch en TXE injection et 2000-1injection (Moteur Douvrin type J7T) ;
- 2 068 cm3 turbo diesel de 88 ch en TurboD, TurboDX et 2000-1 (Moteur Douvrin type J8S).

Le train avant hérité de la Fuego est remplacé par celui de la Renault 25.
Apparition d’une version à transmission intégrale dénommée Quadra. Elle est disponible sur les TXE et 2000-1. C’est une traction intégrale avec un arbre de transmission ultra-léger en matériaux composites pour éviter une surconsommation excessive. Le surpoids n’est que de 75 kg, les performances sont quasiment inchangées. Le gain en adhérence est appréciable.
Intérieurement un ancrage supplémentaire permettant de reculer un peu plus les sièges du dernier rang est ajouté. Ceci est possible grâce au hayon plus profond et bombé. Chaque finition bénéficie d'une nouvelle sellerie. 
La gamme reste inchangée jusqu’en 1991. Une série spéciale 2000-1 Connolly est lancée en janvier 1990 avec intérieur entièrement en cuir anglais Connolly gris et peinture spécifique gris Pluton, elle possède également des surtapis. Une suspension arrière pneumatique à correcteur d’assiette est proposée en option sur les versions haut de gamme en avril 1990. La dernière Espace génération P23 sort des chaînes Matra en janvier 1991. La carrière de son successeur P36 peut commencer.

### Arrêt et succession
L'Espace P23 aura été vendu à 191 674 exemplaires. Ses ventes seront passées de 2 703 en 1984 à 46 257 en 1990. Sa production sera passée de 23 par jour à plus de 210, en comptant l’usine Alpine de Dieppe en complément à partir de juin 1987. Les Espace construites à Romorantin ont une plaque ovale avec le numéro de série commençant par T ; celles montées à Dieppe commençant par K. Son règne en Europe et surtout en France fut sans partage, les vraies rivales n'apparaissant en France que vers 1989 : Chrysler Voyager, Ford Aerostar.

## Les différentes versions

### Finitions
Les Renault Espace sont codifiées selon leur finition :
- E1 : finition d'entrée de gamme
- E2 : finition milieu de gamme
- E3 : finition haut de gamme (à partir de juin 85)

Espace I phase 1 de 1984 à 1987 :
- 2000 GTS (2.0 carbu) et 2000 GTX (2.2 injection cat) : E1
- 2000 TSE (2.0 carbu) et 2000 TXE (2.2 injection cat) : E2
- 2000-1 (2.0 carbu ET 2.2 injection cat) : E3 (à partir de juin 1985)
- Turbo-D (2.1 diesel) : E1
- Turbo-DX (2.1 diesel) : E2
- 2000-1 (2.1 diesel) : E3 (à partir de juin 1985)
- 2000 GTS (2.0 carbu) et 2000 GTXinjection (2.0 injection et 2.2 injection cat) : E1
- 2000 TSE (2.0 carbu) et 2000 TXEinjection (2.0 injection et 2.2 injection cat) : E2
- 2000-1injection (2.0 injection et 2.2 injection cat) : E3
- Quadra finition E1 : 2.2 injection cat (GTXInjection)(Allemagne-Autriche-Suisse)
- Quadra finition E2 : 2.0 injection ou 2.2 injection cat (TXEInjection)
- Quadra finition E3 : 2.0 injection ou 2.2 injection cat (2000-1Injection)

### Les versions spéciales

#### Les versions américaines
- En juin 1984, Renault a adapté un exemplaire aux normes américaines concernant les protections et les éclairages. Les optiques affleurantes du Renault Trafic sont remplacées par des optiques sealed beam encadrées d'une pièce chromée. Elle aurait fait bonne figure au milieu de la gamme américaine aux côtés des Alliance, Encore et Fuego, surtout face aux Plymouth Voyager et Dodge Caravan.

- Un Espace fut confié à American Motors Corporation (AMC) pour américaniser le style du véhicule. AMC était la marque automobile rachetée par Renault en 1980 pour diffuser ses voitures aux États-Unis. Ce projet a été annulé après l’abandon du projet d’exportations aux États-Unis en janvier 1987 et la cession d'AMC à Chrysler.

#### Espace V6 biturbo: 1987-1988
Matra développe un prototype de P23 motorisé avec un V6 PRV, équipé de deux turbocompresseurs et d'un compresseur volumétrique, développant 300 ch. L'idée est de faire un Espace pouvant aller aussi vite que le prototype R21 Turbo ayant battu un record sur un lac gelé en Scandinavie. Le véhicule devait être prêt pour le Salon de l'Automobile de 1988. Le compresseur volumétrique devait se débrayer vers 3000-3500 tr/min et les deux turbocompresseurs prendre le relais. L'étude est faite en partenariat avec Bouhier Engineering. Le projet est arrêté au premier trimestre 1988 par Renault car cela ne correspondait pas à l'image de la « voiture à vivre », slogan Renault de l'époque. Matra étudia à la hâte un autre véhicule, le projet P38, basé sur la mécanique et train roulant de la Renault 19 16S, qui devint la M25, qui ne fut pas prêt pour le Salon.

## Caractéristiques

### Chaîne cinématique

#### Motorisations
| Modèle               | Construction   | Moteur                   | Cylindrée         | Performance                   | Couple                 | 0 à 100 km/h | Vitesse maximale | Consommation et émissions de CO2 |
| -------------------- | -------------- | ------------------------ | ----------------- | ----------------------------- | ---------------------- | ------------ | ---------------- | -------------------------------- |
| Renault Espace I 2.0 | 01/1988 - 1991 | 4 cylindres en ligne     | 1 995 cm3 (2,0 L) | 76 kW (103 ch) à 5 500 tr/min | 162 N m à 3 000 tr/min | 12,6 s       | 170 km/h         | 8,3 L/100 km                     |
| Renault Espace I 2.0 | 1984 - 1988    | 4 cylindres en ligne J6R | 1 995 cm3 (2,0 L) | 81 kW (110 ch) à 5 500 tr/min | 174 N m à 3 000 tr/min | -            | 175 km/h         | 8,1 L/100 km                     |
| Renault Espace I 2.0 | 01/1988 - 1991 | 4 cylindres en ligne J7R | 1 995 cm3 (2,0 L) | 88 kW (120 ch) à 5 500 tr/min | 169 N m à 3 000 tr/min | 10,7 s       | 175 km/h         | 9,7 L/100 km                     |
| Renault Espace I 2.2 | 01/1988 - 1991 | 4 cylindres en ligne J7T | 2 165 cm3 (2,2 L) | 81 kW (110 ch) à 5 000 tr/min | 174 N m à 3 500 tr/min |              | 175 km/h         | 7,2 L/100 km                     |

| Modèle                 | Construction | Moteur                   | Cylindrée         | Performance                  | Couple                 | 0 à 100 km/h | Vitesse maximale | Consommation et émissions de CO2 |
| ---------------------- | ------------ | ------------------------ | ----------------- | ---------------------------- | ---------------------- | ------------ | ---------------- | -------------------------------- |
| Renault Espace I 2.1 D | 1984 - 1988  | 4 cylindres en ligne J8S | 2 068 cm3 (2,1 L) | 65 kW (88 ch) à 4 250 tr/min | 181 N m à 2 000 tr/min | -            | 160 km/h         | 5,1 L/100 km                     |

### Mécanique
Le train avant est de type MacPherson, tandis que le train arrière est en essieu semi-rigide à effet de torsion en section à trèfle ouvert guidé par deux bras longitudinaux et une barre Panhard. Pas besoin de barre antiroulis grâce à l’effet de torsion. C'est une création Matra destinée à assurer la meilleure tenue de route possible aussi bien à vide qu'en charge.

### Châssis et carrosserie
Le châssis est en cage en tôles d’acier embouties traité par galvanisation à chaud. Il se dépose 30 kg de zinc sur une couche de 65 microns. La rigidité est améliorée de 60 % en torsion et 20 % en flexion. Le châssis est comme recouvert d’une soudure continue inoxydable. L'amélioration de la rigidité permet d'utiliser des tôles encore plus fines que celles prévues à l'origine.
La carrosserie est en monovolume en panneaux de polyester stratifié et fibre de verre, avec 4 portes et un hayon. Les versions 2000 TSE ont un spoiler aérodynamique sous le bouclier avant avec projecteurs additionnels, ainsi que des barres de toit. Les optiques avant et arrière proviennent de l’utilitaire Renault Trafic. Le profil des flancs est inspiré des R9 et R11. Les poignées de portes viennent aussi du duo R9/R11.

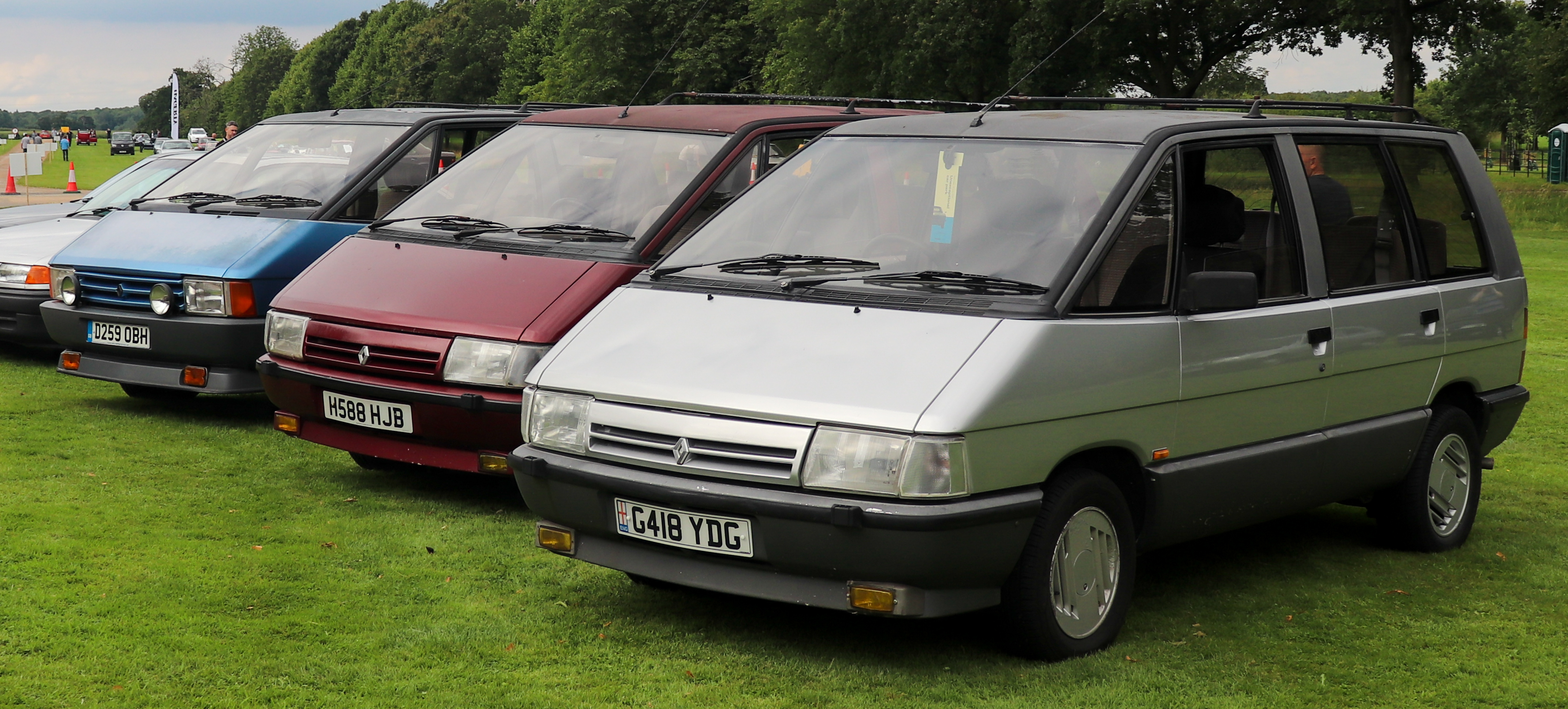
Trois exemplaires de Renault Espace I, en coloris Bleu Sidéral (à gauche), Rouge Malaga (au centre), et Gris Titane (à droite).

- Ivoire Bamako (103)
- Brun Sardaigne (144)
- Beige Atlas (163)
- Brun Cannelle (174)
- Gris Pluton (262)
- Vanille (305)
- Bleu Sidéral (436)
- Bleu Mandchourie (437)
- Bleu Islande (447)
- Rouge Malaga (574)
- Ambre Gris (609)
- Gris Titane (647)
- Gris Carbone (662)
- Rouge Piment (704)
- Rouge Météore (707)
- Rouge Vésuve (712)
- Rouge Cornaline (742)
- Vert Atalante (905)
- Vert Mousse (909)
- Vert Yucca (967)
- Vert Emeraude (988)

## Production
Au total, ce sont 1 245 000 exemplaires, toutes générations confondues d'Espace qui ont été produits en 30 ans.
Les chiffres de production P23 (sortie des chaînes de montage) :
- 1984 : 5 923 exemplaires (dont 2 703 vendus) ;
- 1985 : 14 083 exemplaires ;
- 1986 : 19 320 exemplaires ;
- 1987 : 23 584 exemplaires ;
- 1988 : 31 798 exemplaires ;
- 1989 : 44 458 exemplaires ;
- 1990 : 47 420 exemplaires ;
- 1991 : 5 108 exemplaires.

## Dans la culture populaire

### Télévision
Un Renault Espace I phase 1 apparaît de nombreuses fois dans la série Je te promets, sortie en 2021.

### Cinéma
- Le Renault Espace, film documentaire de Fabrice Maze, produit par Seven Doc, 2010
- Le Renault Espace a fait une apparition dans le film Edge of Tomorrow en 2014